# 21359 Ґенґ
21359 Ґенґ (21359 Geng) — астероїд головного поясу, відкритий 6 квітня 1997 року.
Тіссеранів параметр щодо Юпітера — 3,273.